# Dřínovité

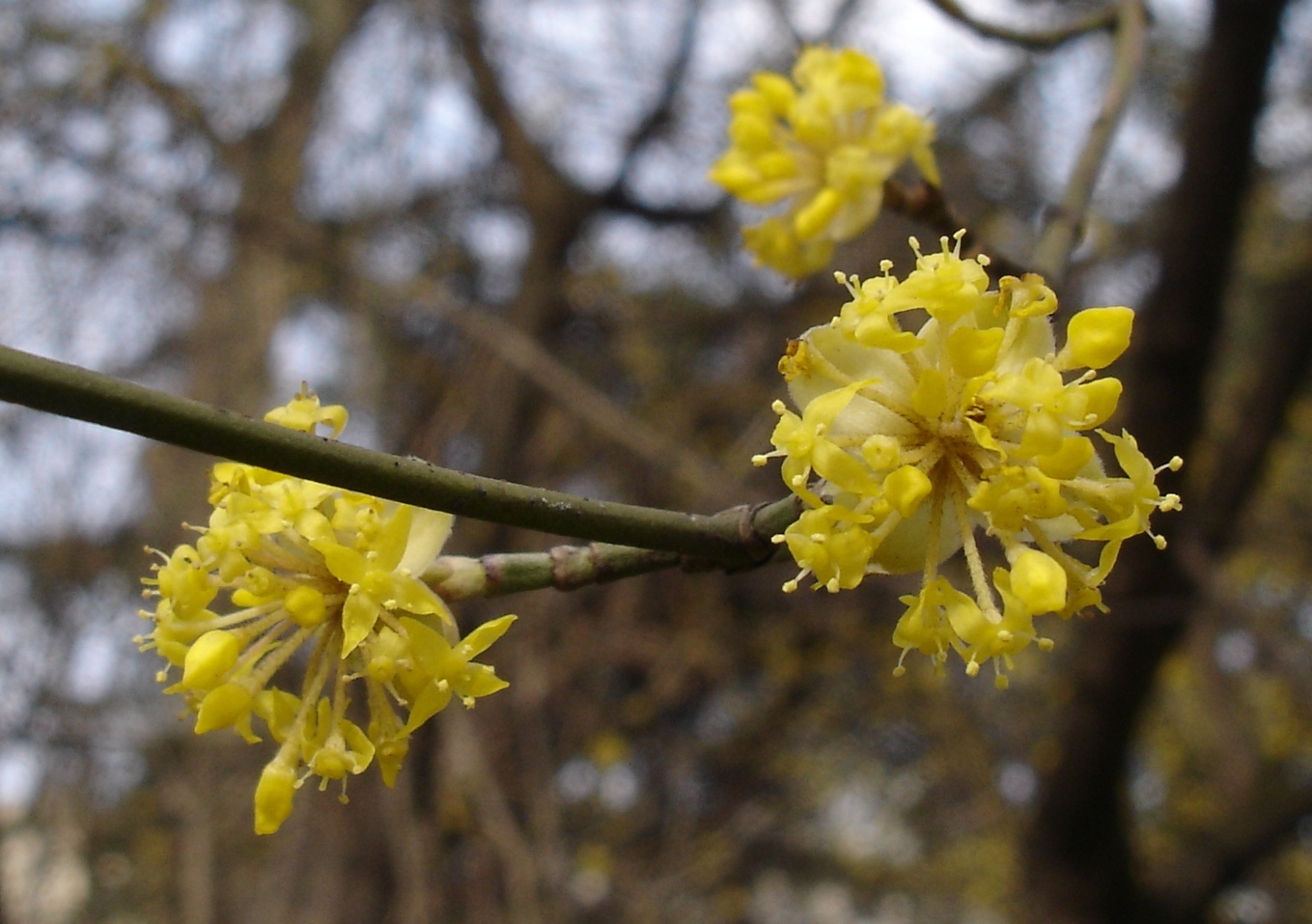
Květenství dřínu obecného

Dřínovité (Cornaceae) je čeleď vyšších dvouděložných rostlin z řádu dřínotvaré. Až na drobné výjimky jsou to keře a stromy s jednoduchými, vstřícně nebo střídavě postavenými listy. Květy jsou většinou čtyřčetné a spíše drobné, někdy uspořádané v nápadných květenstvích. Čeleď zahrnuje v současném taxonomickém pojetí asi 85 druhů ve 2 rodech a je rozšířena na všech kontinentech. V české květeně jsou domácí dva druhy: dřín obecný a svída krvavá. Některé další druhy jsou pěstovány v různých kultivarech jako okrasné dřeviny.

## Popis
Zástupci dřínovitých jsou opadavé nebo řidčeji stálezelené keře a stromy. Výjimku tvoří severoevropský dřín švédský (Cornus suecica) a severoamerický dřín kanadský (Cornus canadensis), což jsou byliny s podzemním plazivým a poněkud dřevnatějícím oddenkem. Druh Alangium scandens z jihovýchodní Asie je dřevnatá liána. Listy jsou jednoduché, řapíkaté, vstřícné nebo střídavé. Střídavé listy má rod alángium (Alangium) i některé dříny, např. severoamerická svída střídavolistá (Cornus alternifolia) a asijská svída pochybná (Cornus controversa). Listy jsou bez palistů, se zpeřenou nebo až paralelní žilnatinou. Postranní žilky jsou často řídké a charakteristicky obloukovitě sbíhavé k vrcholu čepele. Dalším charakteristickým znakem čeledi jsou přitisklé nebo odstávající dvouramenné chlupy na listech. Některé druhy alángia jsou trnité.
Květy jsou ponejvíce oboupohlavné, uspořádané v květenstvích různých typů. Květenství jsou nezřídka podepřena listeny, které jsou u některých druhů dřínů nápadně zvětšené a připomínají okvětní lístky. Samotné květy jsou drobné, nejčastěji čtyřčetné, řidčeji pětičetné nebo až desetičetné, pravidelné. Kalich je trubkovitý, s drobnými až nezřetelnými neopadavými cípy, přirostlý ke spodnímu semeníku. Korunní lístky jsou volné, nesrostlé, opadavé a vyrůstají při bázi žlaznatého disku. Tyčinky jsou nejčastěji 4. U rodu Alangium je korunních lístků více, 4 až 10, stejný je i počet kališních zubů, a tyčinek je 4 až mnoho. Semeník je spodní, srostlý nejčastěji ze dvou plodolistů, s jednou nebo 2 komůrkami. V každém pouzdru je jediné vajíčko. Plodem jsou kulovité nebo protáhlé peckovice. U některých dřínů (např. dřín japonský, Cornus kousa) peckovice srůstají v kulovité plodenství. Semena jsou nejčastěji protáhlá, s přímým zárodkem a bohatým endospermem.

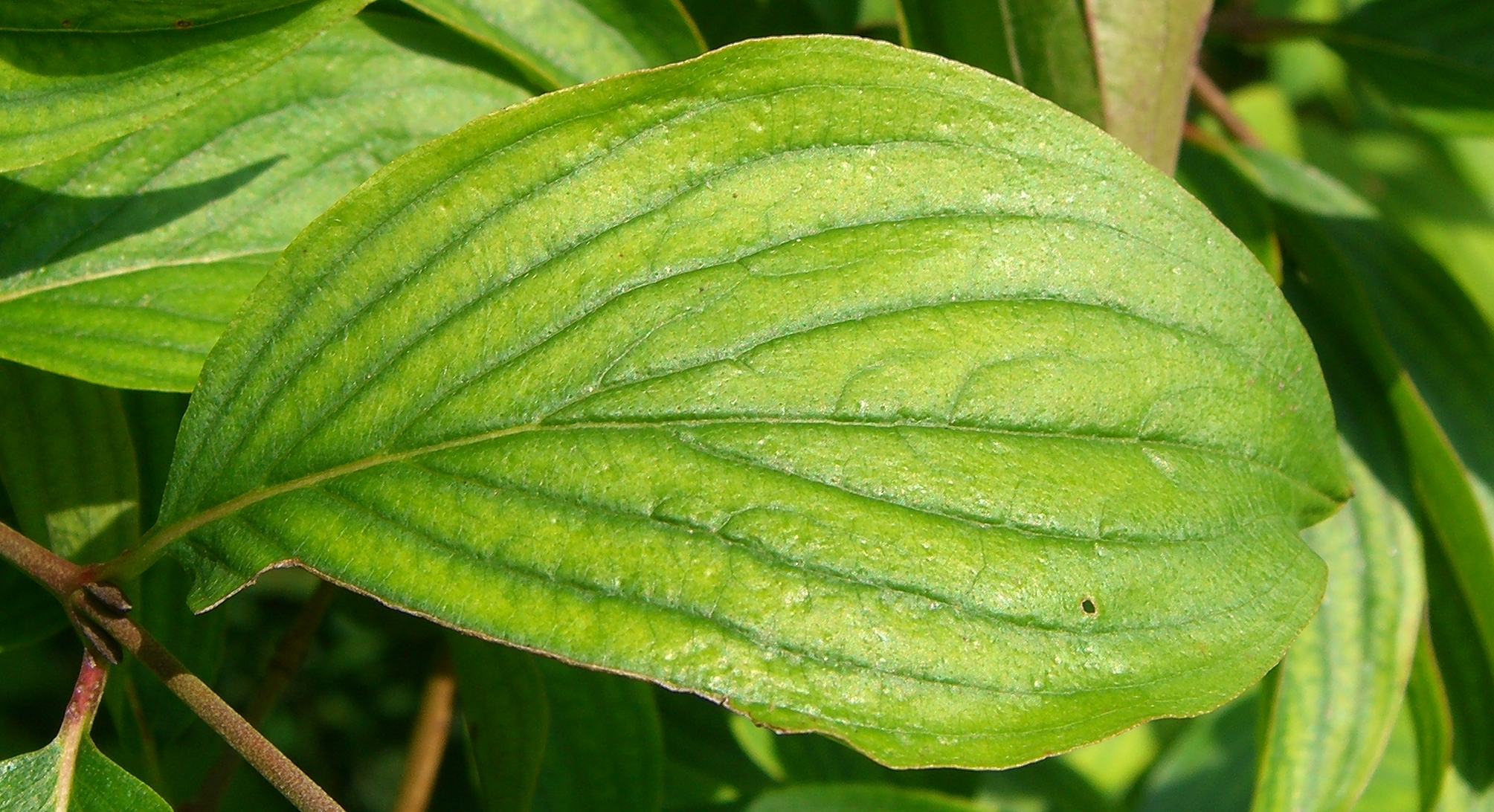
List dřínu s charakteristickou žilnatinou
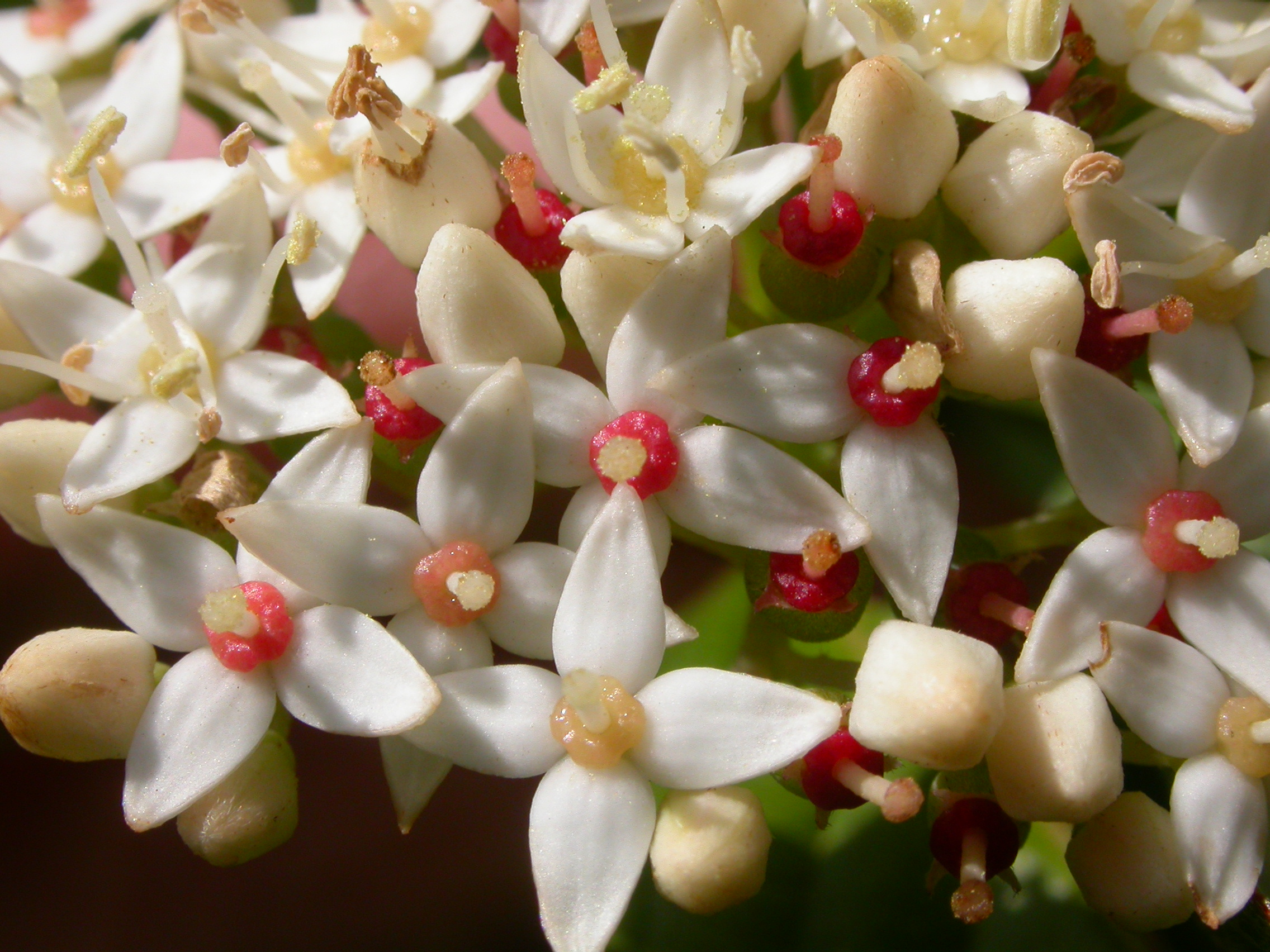
Detail květů svídy výběžkaté
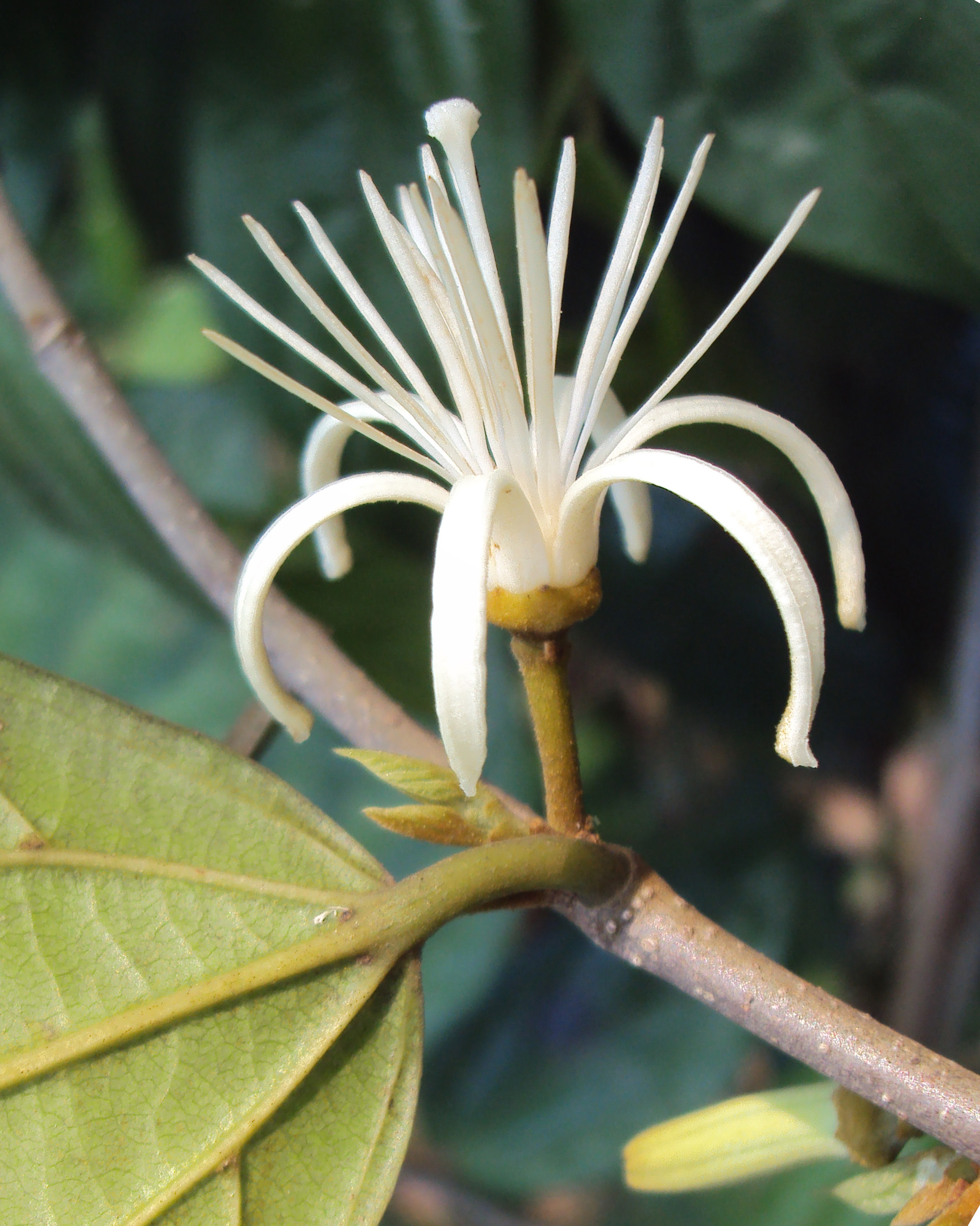
Květ Alangium salvifolium
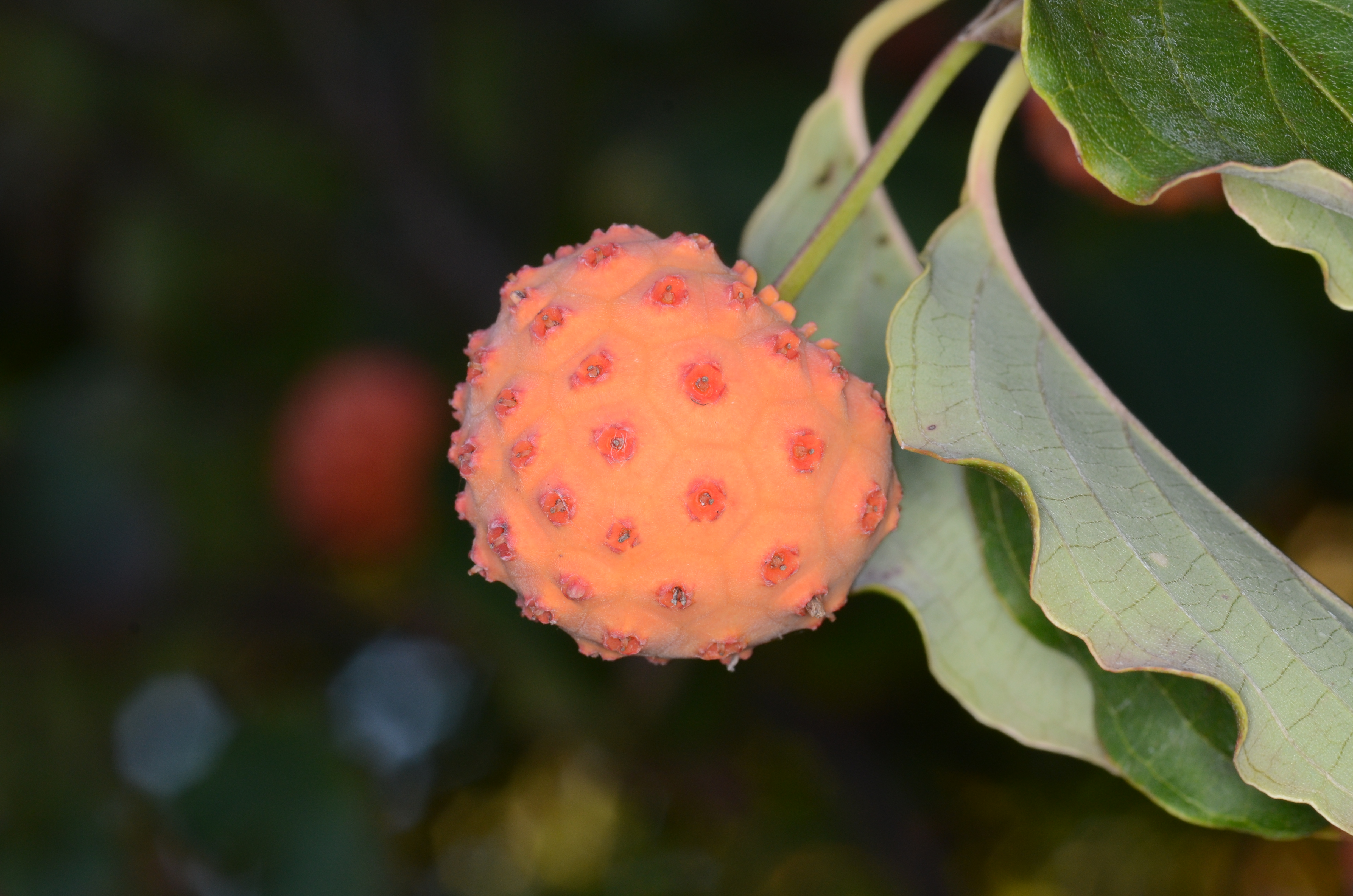
Plodenství dřínu japonského (Cornus kousa)
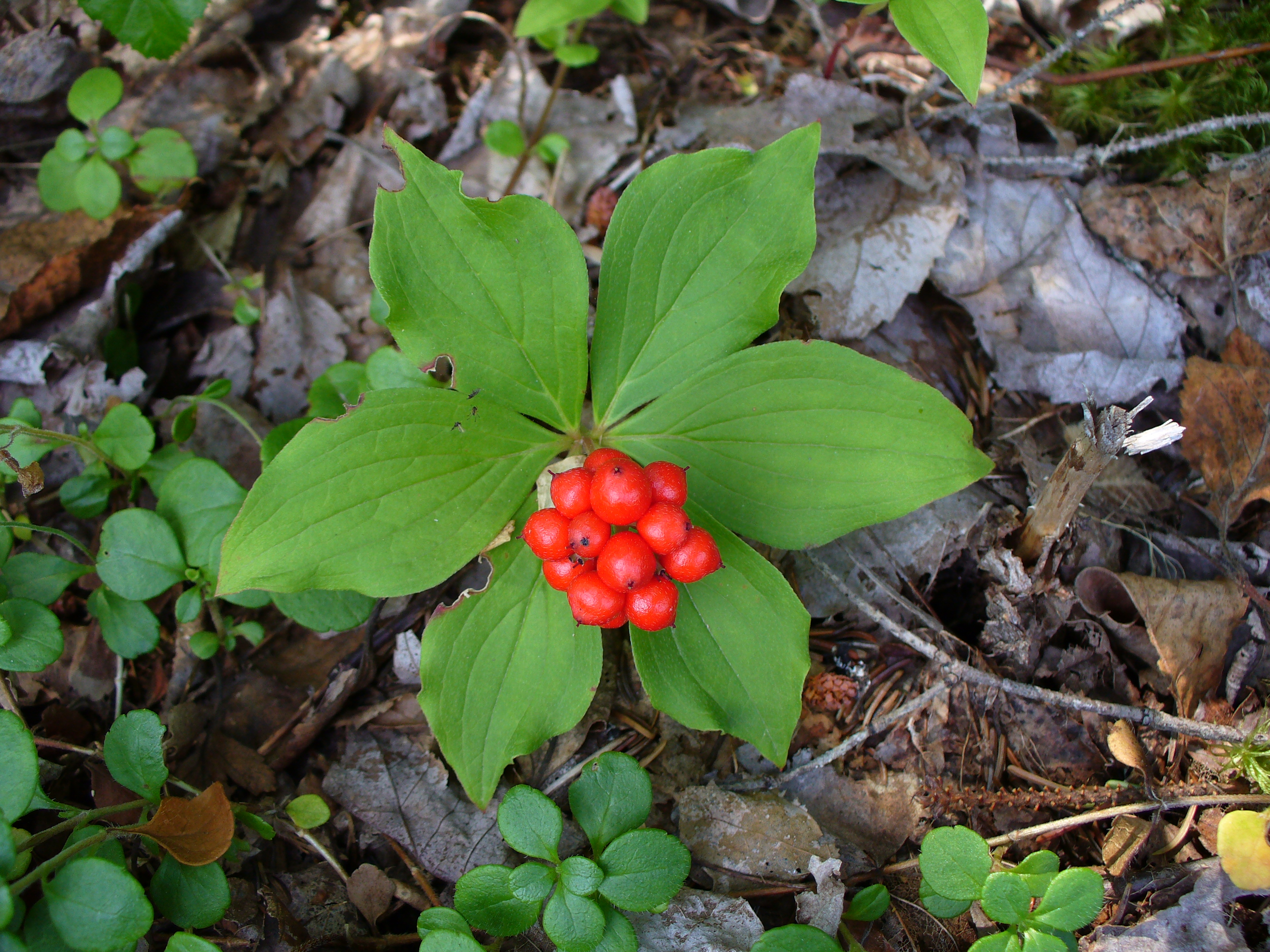
Bylinný dřín kanadský (Cornus canadensis) s plody

## Rozšíření
Čeleď zahrnuje podle současného pojetí asi 85 druhů ve 2 rodech. Je zastoupena s různou četností výskytu na všech kontinentech. Dříny jsou rozšířeny především v mírném pásu severní polokoule, místy však přesahují i do tropů. Několik druhů dřínu roste v horách Střední Ameriky, jeden druh v Africe. Rod alángium je naproti tomu převážně tropický a je rozšířen v oblasti od Afriky až po Austrálii a Fidži.
V evropské květeně je čeleď zastoupena celkem 3 původními druhy: svída krvavá (Cornus sanguinea), dřín obecný (Cornus mas) a dřín švédský (Cornus suecica), z nichž první dva jsou zastoupeny i v České republice.
Další pěstované druhy občas zplaňují, zvláště severoamerická svída výběžkatá (Cornus sericea).

## Taxonomie
Taxonomické pojetí čeledi Cornaceae prošlo v průběhu času několika podstatnými proměnami. Někteří autoři do ní v minulosti řadili pouze rod Cornus, zatímco jiní až 17 různých rodů. Z rodu Cornus byly odštěpovány další rody, mimo rodu Swida např. Cynoxylon, Benthamia, Dendrobenthamia aj. V systému APG bylo zvoleno široké pojetí a součástí Cornaceae byly i rody Davidia, Nyssa, Mastixia, Camptotheca, Diplopanax a Alangium. V systému APG IV z roku 2016 došlo k podstatné změně a všechny zmíněné rody s výjimkou rodů Cornus a Alangium byly přeřazeny do nově pojaté čeledi Nyssaceae.

## Zástupci
- alángium (Alangium)
- dřín, svída (Cornus)[10]

## Význam
Různé druhy dřínů a svíd jsou pěstovány jako okrasné dřeviny. Mezi oblíbené a široce rozšířené okrasné keře náležejí zejména různé kultivary svídy bílé, svídy výběžkaté a svídy krvavé, vyznačující se nápadně zbarvenými zimními větvemi nebo různě panašovaným olistěním. Pro krásná květenství jsou pěstovány květnaté dříny, zejména dřín květnatý a dřín japonský. Řidčeji se pěstují stromovité svídy, jako je svída střídavolistá nebo svída pochybná.
Plody dřínu obecného slouží místně jako drobné ovoce bohaté na vitamín C. Plody podobného dřínu lékařského jsou využívány v čínské medicíně.

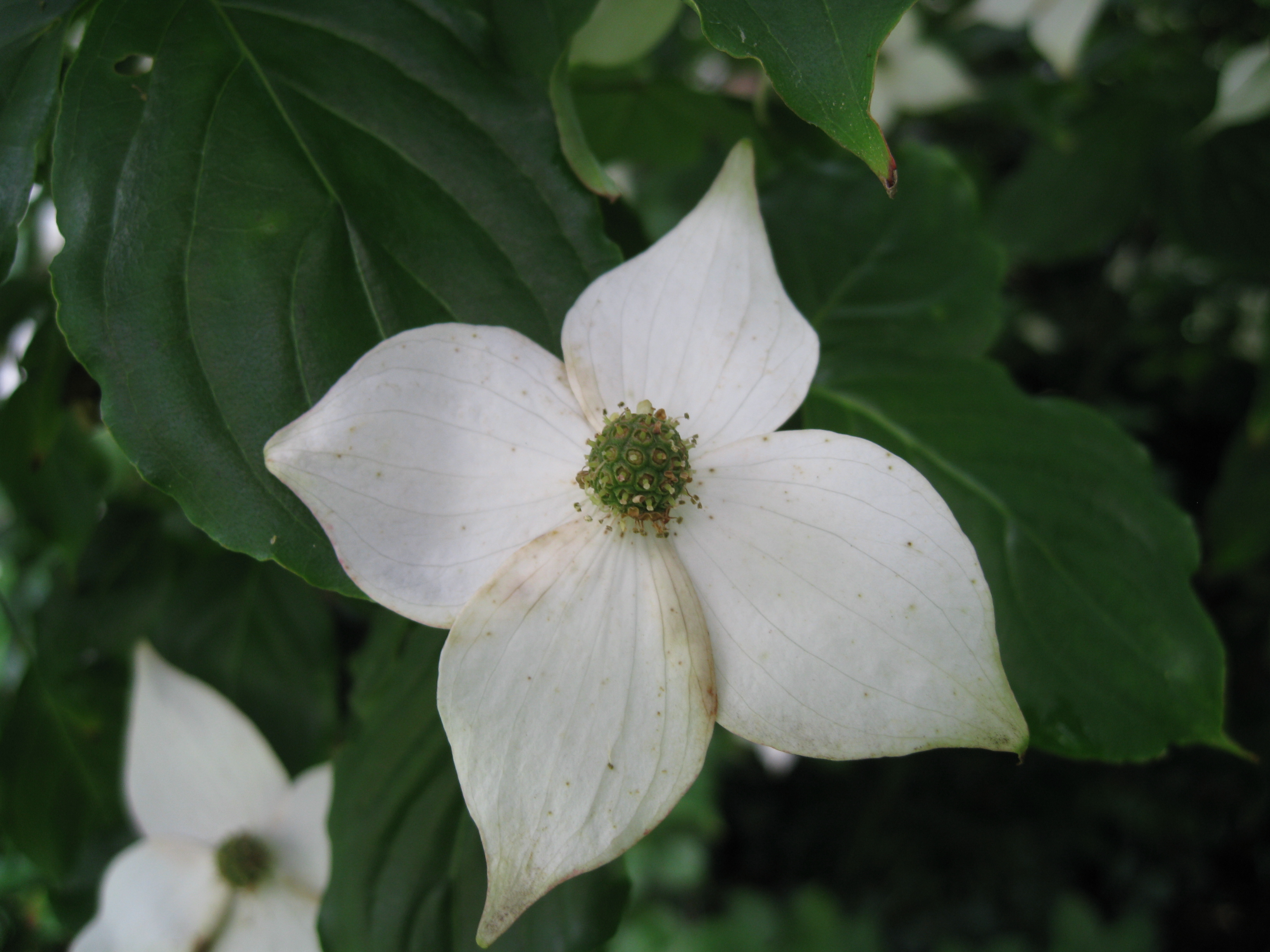
Dřín japonský (Cornus kousa)
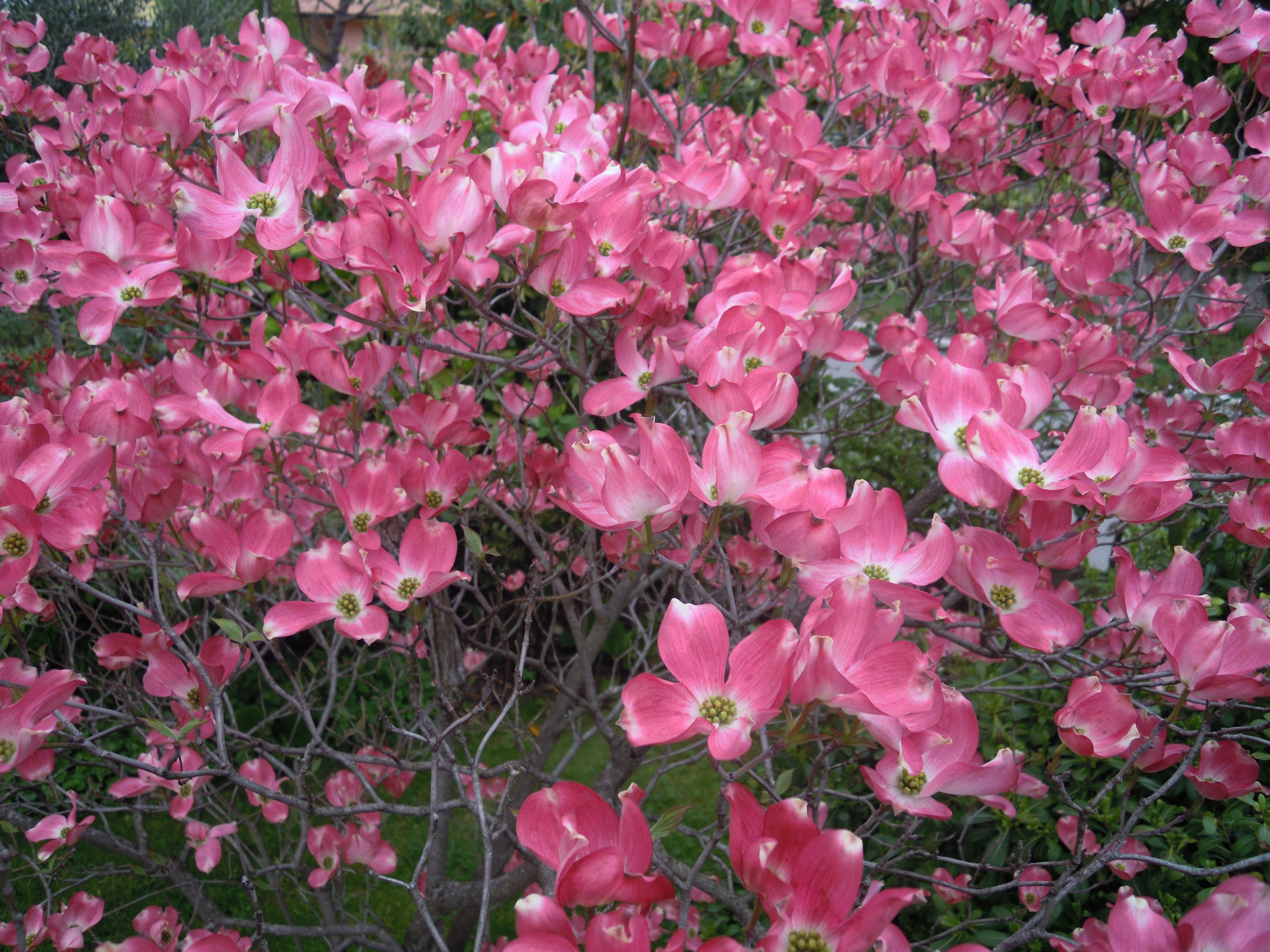
Rozkvetlý dřín květnatý (Cornus florida)
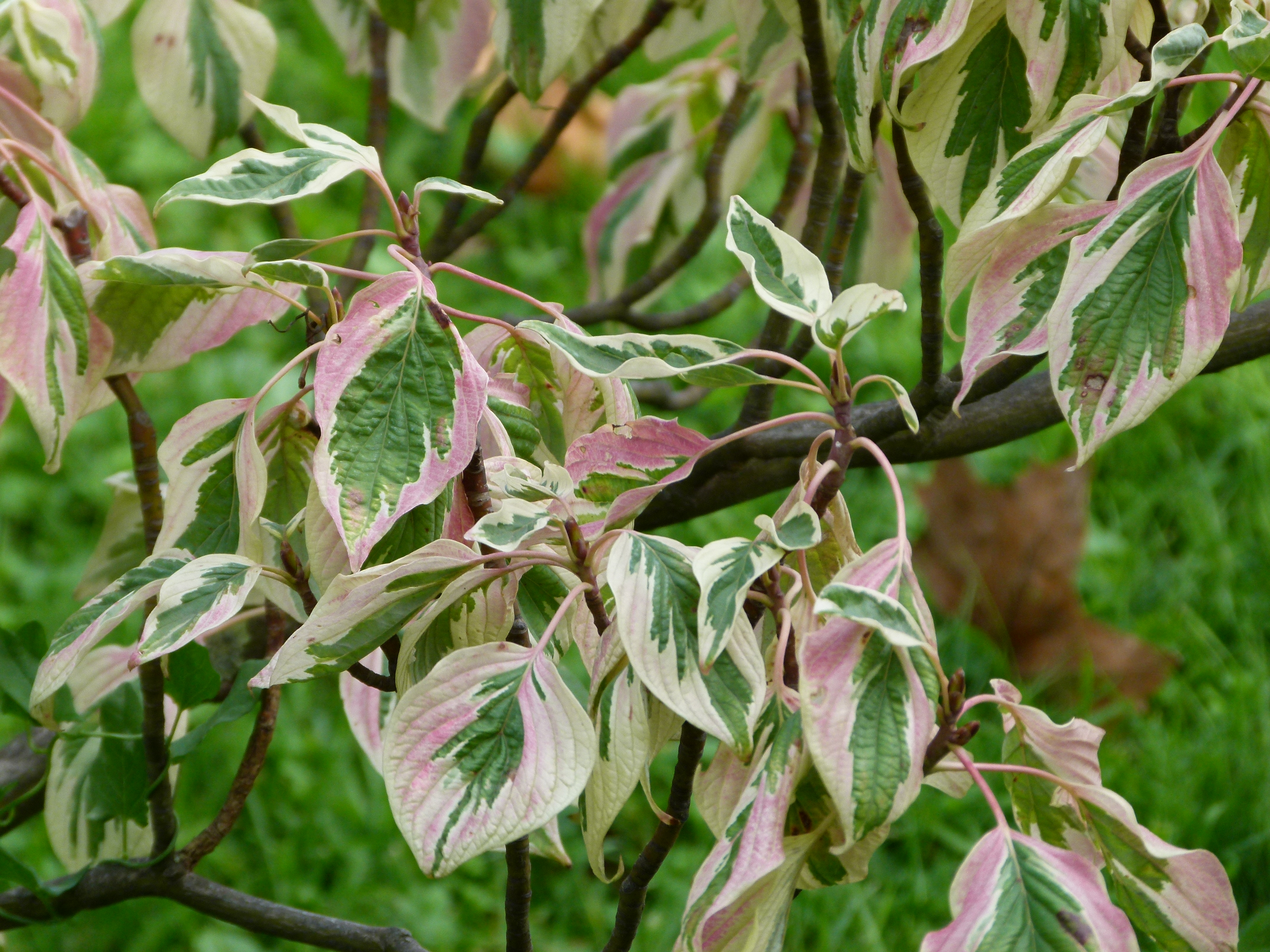
Panašované listy okrasného kultivaru svídy střídavolisté
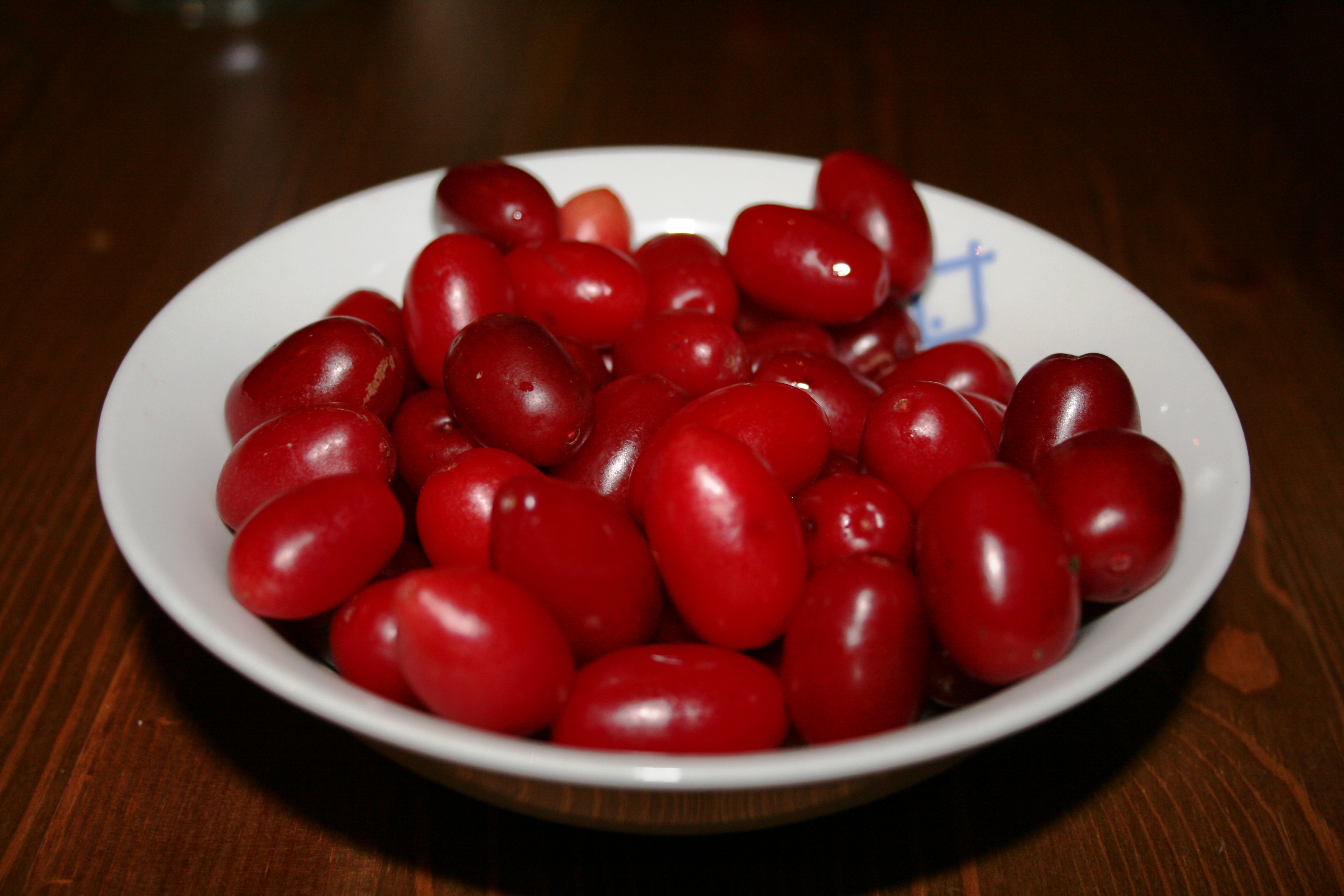
Dřínky, plody dřínu obecného

## Seznam rodů
Alangium, Cornus